# David Bowie

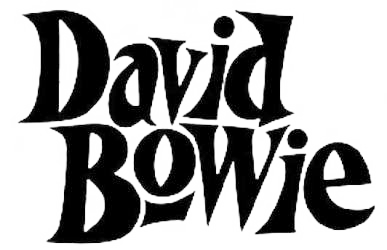
Logotyp

David Bowie, właśc. David Robert Jones (ur. 8 stycznia 1947 w Londynie, zm. 10 stycznia 2016 w Nowym Jorku) – brytyjski piosenkarz, kompozytor, autor tekstów, multiinstrumentalista, producent muzyczny i aranżer, a także aktor, malarz i kolekcjoner sztuki.
Przyjął pseudonim artystyczny David Bowie, aby nie mylono go z wokalistą zespołu The Monkees o nazwisku Davy Jones.
Działalność w przemyśle muzycznym rozpoczął w 1962 i kontynuował do śmierci w 2016. Był główną postacią w muzyce popularnej przez ponad cztery dekady i był znany jako innowator, zwłaszcza w latach 70. XX wieku. Zyskał międzynarodową sławę dzięki charakterystycznemu barytonowi, eklektyzmowi pracy, głębi intelektualnej, a także opanowaniu gry na ponad trzynastu instrumentach. Oprócz swoich umiejętności muzycznych jest uznawany za symbol androgynicznego piękna, który był charakterystycznym elementem jego wizerunku, zwłaszcza w latach 70. i 80. XX wieku. Przeszedł do historii jako jeden z artystów rockowych z największą liczbą sprzedanych albumów w dziejach – łączny nakład ze sprzedaży wszystkich jego płyt wyniósł 140 mln egzemplarzy na całym świecie. Jako producent muzyczny pracował z artystami, takimi jak m.in. Lou Reed, Iggy Pop czy The Stooges.
W 1996 został umieszczony w Rock and Roll Hall of Fame. W 2002 zajął 29. miejsce na liście 100 najwybitniejszych Brytyjczyków według BBC. W 2004 zajął 39. miejsce na liście 100 najwybitniejszych artystów muzycznych wszech czasów i 23. miejsce na liście najlepszych piosenkarzy wszech czasów; obie zestawienia sporządziła redakcja magazynu „Rolling Stone”. W 2006 zajął 64. miejsce na liście 100 najlepszych metalowych wokalistów wszech czasów według „Hit Parader”. W 2011 jego utwór „Heroes” zajął 46. miejsce na liście 500 najlepszych piosenek w historii muzyki według „Rolling Stone”.

## Życiorys

### Dzieciństwo
Urodził się w Brixton w Londynie, ale większość dzieciństwa spędził w miasteczku Bromley. Jego matką była Margaret Mary Burns (1913-2001), ojcem – Hayward Stenton Jones. Miał chorego psychicznie przyrodniego brata, Terry’ego (zm. 1985).

### Lata 60.

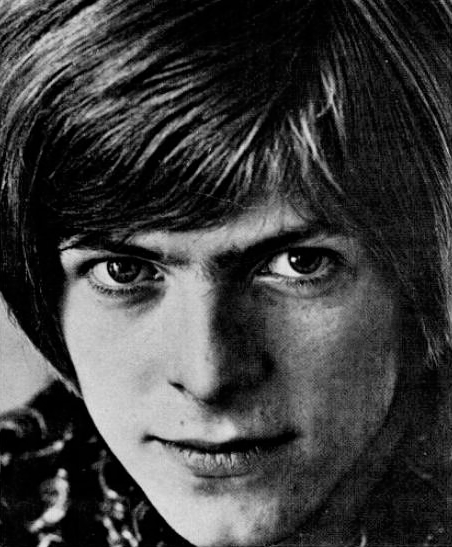
Bowie (1967)

W 1962 założył swój pierwszy zespół muzyczny. Kiedy miał 15 lat, zaczął grać na gitarze w lokalnych klubach młodzieżowych oraz na weselach. Karierę artystyczną rozpoczął jako wokalista i saksofonista w różnych zespołach bluesowych, m.in. The Lower Third. Nie udało mu się jednak odnieść żadnych sukcesów komercyjnych. Po tych doświadczeniach postanowił kontynuować karierę jako solista.
W 1967 pod pseudonimem wydał swój pierwszy album studyjny, zatytułowany po prostu David Bowie, który spotkał się z dość ciepłym przyjęciem krytyków, ale nie osiągnął sukcesu komercyjnego. Dwa lata później wydał kolejny album, również zatytułowany David Bowie (znany także jako Space Oddity, Man of Words, Man of Music), który także uzyskał przychylne recenzje, ale nie przełożyło się to na 
wysokie wyniki sprzedaży. Również w 1969 wydał utwór „Space Oddity” (Kosmiczna osobliwość), który nie zyskał uwagi mediów do czasu, kiedy został powtórnie wydany z okazji lądowania pierwszego człowieka na Księżycu. Wydana na albumie pod tym samym tytułem wersja „Space Oddity” znacznie różniła się od swego singlowego pierwowzoru. Towarzyszył jej również zupełnie inny teledysk.

### Lata 70.

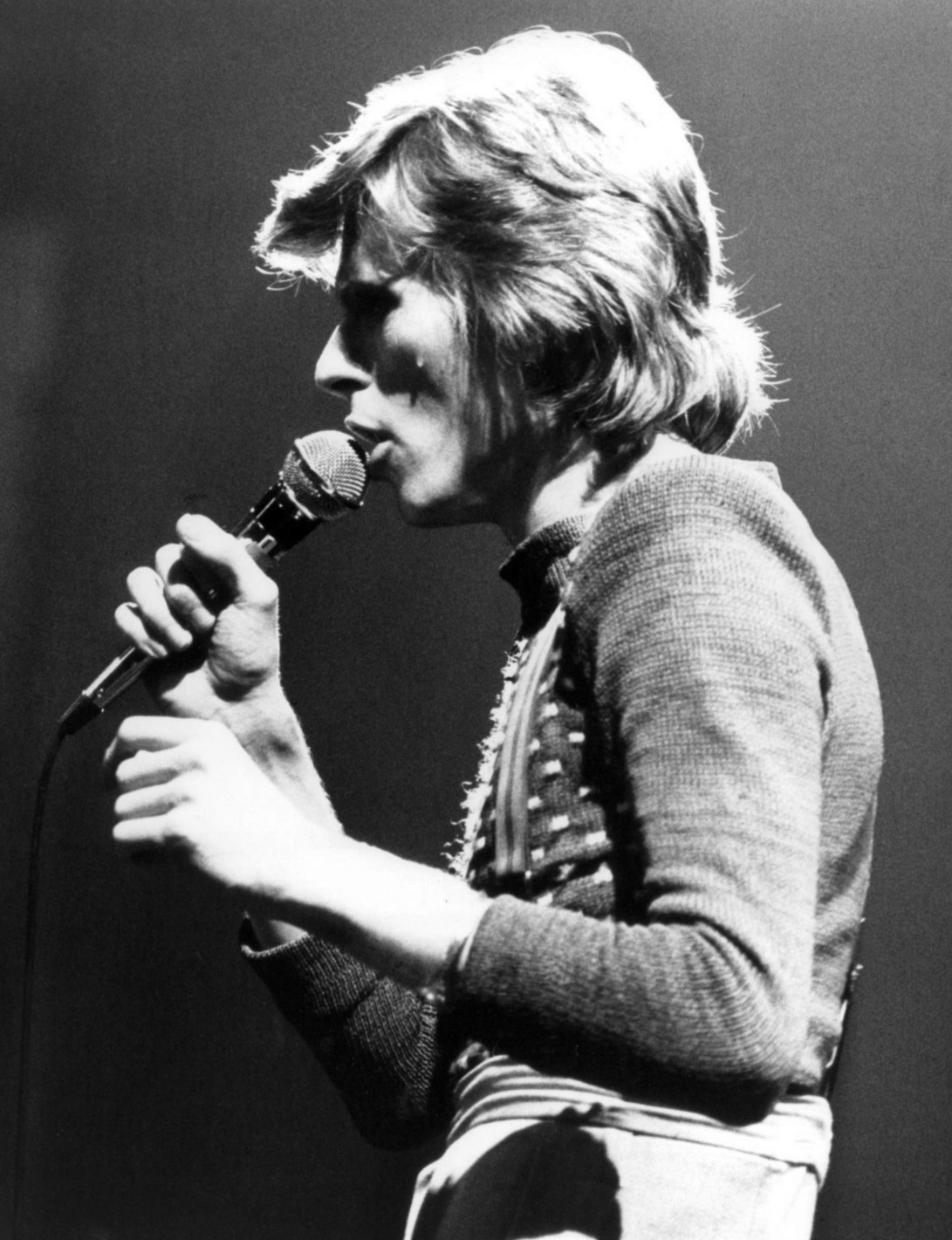
Bowie podczas programu muzycznego stacji ABC In Concert (1974)

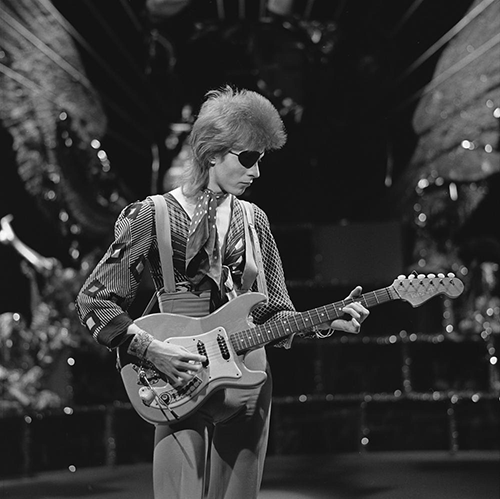
Bowie podczas kręcenia zdjęć dla telewizji do video Rebel Rebel w AVRO’s TopPop (1974)

Na kolejnym albumie, wydanym w 1970 The Man Who Sold the World, odrzucił folkową i akustyczną stylistykę jego pierwszych płyt. W nagraniu płyty wziął udział hardrockowy gitarzysta Mick Ronson, a cały album ma ciężkie brzmienie. Kontrowersyjna okładka albumu, na której Bowie ubrany jest w „sukienkę”, była zapowiedzią pierwszej publicznej persony Bowiego – androgynicznego, przybyłego z kosmosu Ziggy’ego Stardusta. Kostium zaprojektowany był przez awangardowego brytyjskiego kreatora mody Michaela Fisha.
Kolejna płyta, Hunky Dory (1971), była częściowym powrotem do akustyczno-folkowej stylistyki jego pierwszych albumów. Zawierała m.in. utwory: „Kooks” (dedykowany synowi Bowiego, Duncanowi) i „The Bewlay Brothers” (częściowo autobiograficzny i również o jego bracie, Terrym). Na tym albumie złożył także hołd wielu artystom, którym zawdzięczał pomysły i natchnienie: „Song for Bob Dylan” (dedykowana Bobowi Dylanowi), „Andy Warhol” (Andy’emu Warholowi) i „Queen Bitch” (The Velvet Underground). Hunky Dory i przebojowy singiel z tej płyty „Life on Mars” okazały się sukcesami, podnosząc Bowiego do rangi supergwiazdy w Wielkiej Brytanii (w okresie 18 miesięcy w latach 1972–1973, cztery albumy Bowiego były w pierwszej dziesiątce tamtejszej listy przebojów płyt LP, miał on także 8 Top 10 przebojowych singli).
W 1972 wyprodukował solowy album Lou Reeda pt. Transformer. Również w 1972 wydał album pt. The Rise and Fall of Ziggy Stardust and the Spiders from Mars, na którym rozwinął pomysł na wizerunek znany z The Man Who Sold the World. Ziggy… to płyta koncepcyjna, opowiadająca historię kariery kosmity, który przybył na Ziemię, gdzie stał się gwiazdorem rocka. Bowie silnie identyfikował się z postacią Ziggy’ego, w czasie tournée promującego tę płytę pojawiał się na konferencjach prasowych jako Ziggy i nie wychodził z roli, jaką dla siebie stworzył. Kariera Ziggy’ego skończyła się w czasie koncertu w 1973. Bowie obwieścił, że jest to jego ostatni koncert jako Ziggy.
Na swoim kolejnym, tym razem półkoncepcyjnym albumie pt. Aladdin Sane (1973), poruszył temat rozpadu współczesnego społeczeństwa. Największym przebojem z tej płyty był „Jean Genie” (często interpretowany jako opowieść o innym piosenkarzu, Iggym Popie), popularnością cieszyła się także nowa wersja przeboju zespołu The Rolling Stones, „Let’s Spend The Night Together”. Tytuł tego albumu stanowi grę słów nawiązującą do frazy A Lad Insane (Zwariowany chłopak).
Następny album Bowiego, Pin Ups (1973), to chłodno przyjęta przez krytykę, ale popularna wśród publiczności płyta z przeróbkami piosenek innych artystów. Największą popularność z tej płyty zdobył utwór „Sorrow”, który dotarł do trzeciego miejsca brytyjskiej listy przebojów. Na albumie pt. Diamond Dogs z 1974 powrócił do pomysłu albumu koncepcyjnego. W oryginalnym zamyśle ta płyta miała bazować na powieści George’a Orwella pt. Rok 1984, jednak Bowie nie uzyskał pozwolenia od potomków pisarza na użycie tej książki jako punktu wyjścia do swojego albumu. Motywy z tej książki przewijają się jednak na całym albumie, m.in. w tytułowym utworze, a także w piosenkach: „1984”, „Big Brother” czy jednym z największych przebojów Bowiego z tej płyty – „Rebel Rebel”.

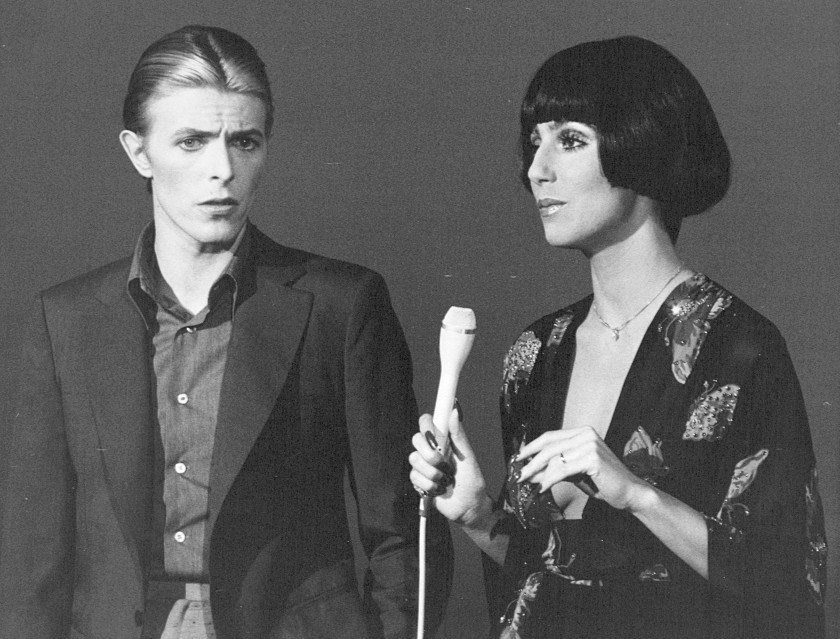
Bowie i Cher (1975)

W 1975 zadebiutował jako aktor rolą kosmity, który przybył na Ziemię w poszukiwaniu wody dla swojej planety, w filmie Nicolasa Roega Człowiek, który spadł na ziemię (The Man Who Fell to Earth, 1976). Jego pierwsza kreacja aktorska została dobrze przyjęta przez krytyków i była początkiem kariery aktorskiej Bowiego zarówno na ekranie, jak i na scenie teatralnej. W tym czasie artysta po raz pierwszy radykalnie zmienił swój wizerunek, porzucając glam rock i nagrywając w Ameryce album pt. Young Americans. Płyta brzmiała zupełnie inaczej niż poprzednie albumy Bowiego, została utrzymana w stylistyce białego soulu (blue-eyed soul) i była odpowiedzią tego artysty na amerykańską muzykę, którą usłyszał, przebywając w Stanach Zjednoczonych w czasie tournée związanym z płytą The Rise….
Jego nowa persona, niezmieniona na następnej płycie Station to Station (1976), to Thin White Duke, śpiewający, według określenia samego Bowiego, „plastikowy soul”. W tym czasie Bowie uzależnił się od kokainy i wielu krytyków przypisywało temu specyficzne brzmienie muzyki. Sam Bowie stwierdził kiedyś, że w ogóle nie pamięta sesji nagraniowej do albumu. Według muzyka w tamtym okresie miał „żywić się” jedynie mlekiem, czerwoną papryką i kokainą.

### Trylogia berlińska

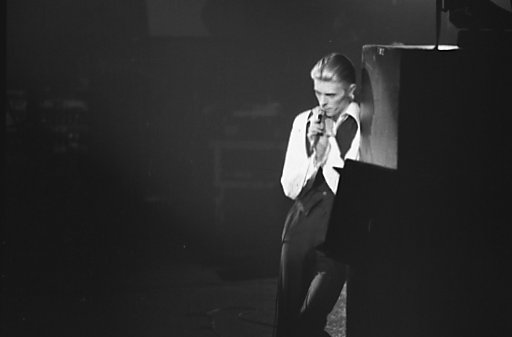
Bowie jako Thin White Duke w Maple Leaf Gardens w Toronto (1976)

Pod koniec 1976, zainteresowany nowo powstającą muzyką niemiecką, Bowie przeniósł się do Berlina Zachodniego, gdzie nagrał dwa następne albumy i zajął się produkcją nagrań innych wykonawców, w szczególności Iggy’ego Popa. Station to Station stał się punktem wyjścia do następnego albumu Low (1977), który był pierwszym z trzech albumów nagranych w tak zwanej „trylogii berlińskiej” wspólnie z Brianem Eno. Utwory z Low zostały zainspirowane ówczesnym niemieckim rockiem (tzw. krautrock), a w szczególności muzyką grup Kraftwerk i Neu! (udział w projekcie zaproponowano Michaelowi Rotherowi, który był członkiem obu tych grup, ale ten odmówił). Piosenki z Low stosunkowo proste, z powtarzającymi się motywami muzycznymi, były odpowiedzią, reakcją Bowiego na popularny wtedy punk rock (jeden z proto punkowych artystów Nick Lowe nagrał płytę zatytułowaną Bowi jako formę podziękowania dla Bowiego). Druga strona Low zawierała utwory wyłącznie instrumentalne, m.in. kompozycję Bowiego i Briana Eno pt. „Warszawa”. Od tytułu tego utworu wzięła swoją nazwę brytyjska grupa Warsaw – znana szerzej pod późniejszym mianem Joy Division.
Następna płyta, Heroes (1977), nagrana m.in. z Robertem Frippem, zawierała muzykę zbliżoną do płyty poprzedniej, ale już nieco bardziej przystępną. Ogólny, bardzo przygnębiający nastrój był wyraźnie inspirowany nastrojem zimnej wojny panującym wtedy w Berlinie, symbolizowanym przez podzielone miasto, w którym Bowie wówczas mieszkał. Tytułowa piosenka została światowym przebojem i pozostaje jedną z najbardziej znanych kompozycji Bowiego. Ostatnia płyta w „trylogii berlińskiej”, Lodger (1979) została najchłodniej przyjęta przez fanów Bowiego jako trudno przystępna płyta, ale i ona zawierała utwory, które stały się przebojami – „D.J”, „Boys Keep Swinging” i „Look Back in Anger”.

### Lata 80.
W 1980 wydał album pt. Scary Monsters (and Super Creeps), który symbolicznie zamknął cykl wszystkich płyt Bowiego wydanych w poprzedniej dekadzie. Największym hitem z tego albumu została piosenka „Ashes to Ashes”, w której Bowie opowiada dalszy ciąg przygód „Majora Toma” z przeboju „Space Oddity”. W ironiczny sposób zdemaskował bohatera tej piosenki, jest to także jeden z wielu utworów w twórczości tego artysty, który zawiera autoironiczne i autobiograficzne wątki. Album odniósł sukces komercyjny w Wielkiej Brytanii, zajmując piersze miejsce na tamtejszej liście przebojów.

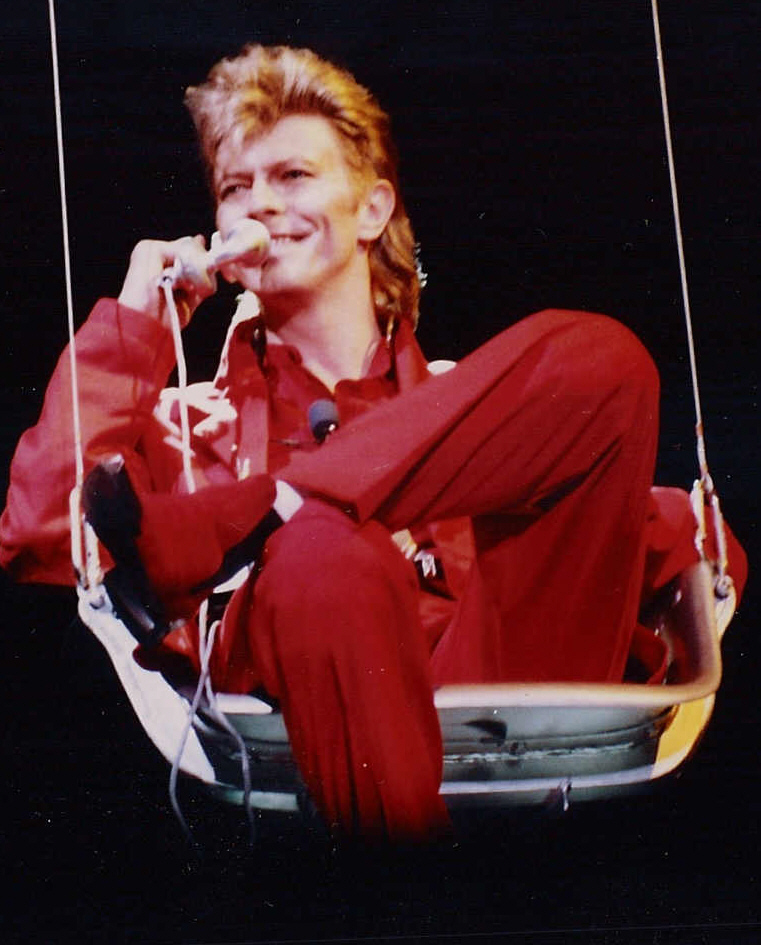
Bowie śpiewający „Glass Spider” (1987)

Następna płyta, Let’s Dance (1983), była całkowicie nowym zwrotem w twórczości Bowiego. W przeciwieństwie do jego poprzednich płyt, Let’s… była od początku do końca pomyślana jako płyta komercyjna z łatwymi i przystępnymi piosenkami. Album ten został wyprodukowany przez Nile’a Rodgersa z grupy Chic. Utwór tytułowy z tej płyty uznawany jest ze jeden z rockowych standardów, a z płyty tej pochodzą też dwa inne przeboje: „Modern Love” i „China Girl” (ta ostatnia piosenka była wcześniej nagrana przez Iggy’ego Popa, który zresztą jest jej współautorem, a teledysk do wersji Bowiego był przez dłuższy czas na „czarnej liście” MTV z powodu zbyt śmiałych scen erotycznych). Let’s… był też kamieniem milowym w karierze gitarzysty Steviego Raya Vaughana, który grał na tej płycie, a później miał odbyć z Bowiem trasę koncertową Serious Moonlight Tour, ale opuścił ją po konflikcie dotyczącym honorarium, a jego miejsce zajął inny gitarzysta – Earl Slick. Let’s… pokazało też nowe wcielenie Bowiego, tym razem bez oficjalnej nazwy, Bowie kreował się na nienagannie ubraną supergwiazdę, eleganckiego gentlemana.
Pomiędzy Scary Monsters i Let’s Dance Bowie nagrał z zespołem Queen utwór „Under Pressure”, który był jego trzecim przebojem notowanym na pierwszym miejscu list przebojów.
Kolejny album, Tonight (1984), został bardzo chłodno przyjęty przez krytyków, którzy uważali, że był to pospiesznie wydany album tylko po to, aby zdyskontować rosnącą wówczas na nowo popularność Bowiego. Najciekawsze fragmenty tej płyty to duet Bowiego z Tiną Turner – „Tonight”, nowa wersja singla grupy Beach Boys – „God Only Knows” i przebój „Blue Jean”, który został zilustrowany piętnastominutowym wideoklipem w reżyserii Juliena Temple’a (który później nakręcił film pt. Absolute Beginners, w którym wystąpił Bowie, i w którym to filmie Bowie zaśpiewał trzy piosenki – tytułową, „Volare” i „Motivation”).
Never Let Me Down (1987) jest uważany przez większość krytyków i sympatyków Bowiego za najsłabszy w jego karierze, a sam Bowie przeprosił w jednym z wywiadów za kiepski materiał zawarty na tej płycie.

### Tin Machine i lata 90.

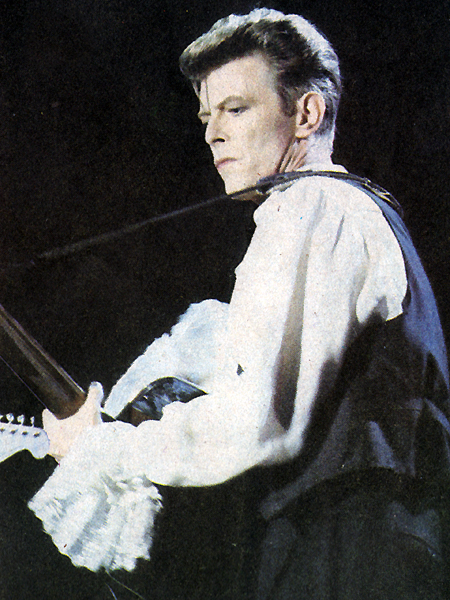
Bowie na festiwalu Rock in Chile podczas Sound+Vision Tour (1990)

W 1989, po raz pierwszy od wczesnych lat 70., Bowie założył regularny zespół muzyków, Tin Machine, z którym występował na koncertach i nagrał dwie studyjne i jedną koncertową płytę przy raczej przeciętnych recenzjach dla wszystkich tych przedsięwzięć. Tin Machine, hardrockowy kwartet wyraźnie zainspirowany muzyką zespołu Pixies, stanowił początek dłuższej współpracy Bowiego z gitarzystą Reevesem Gabrelsem.
Na początku lat 90. Bowie udał się w trasę koncertową Sound+Vision Tour, którą ogłosił jako ostatnią w swojej karierze. W czasie koncertów grał swoje największe i najpopularniejsze przeboje. W 1992 wziął udział w koncercie The Freddie Mercury Tribute Concert, poświęconym pamięci wokalisty Queen – Freddiego Mercury’ego, który zmarł po wielu miesiącach chorowania na AIDS. W trakcie show wykonał trzy piosenki: „Under Pressure” (w duecie z Annie Lennox), „All The Young Dudes” (w którym zagrał na saksofonie; gitarzystą wspomagającym był Mick Ronson) oraz „Heroes” (również z udziałem Ronsona). Swój występ zakończył modlitwą w intencji Mercury’ego.
W 1993 wydał kolejny solowy album pt. Black Tie White Noise (1993), której producentem ponownie został Nile Rodgers (wcześniej odpowiadał za produkcję Let’s Dance). Piosenki z tej płyty nagrane w stylach soul, jazz czy nawet hip-hop spotkały się z bardzo dobrym przyjęciem krytyków, a wielu z nich uznało tę płytę za znacznie lepszą od Let’s…. Mimo przychylnych recenzji album nie powtórzył komercyjnego sukcesu Let’s…, tym bardziej że zbankrutowała wtedy wytwórnia płytowa Savage Records, która tę płytę wydała. Na wznowienie tej płyty fani Bowiego musieli czekać dziewięć lat.

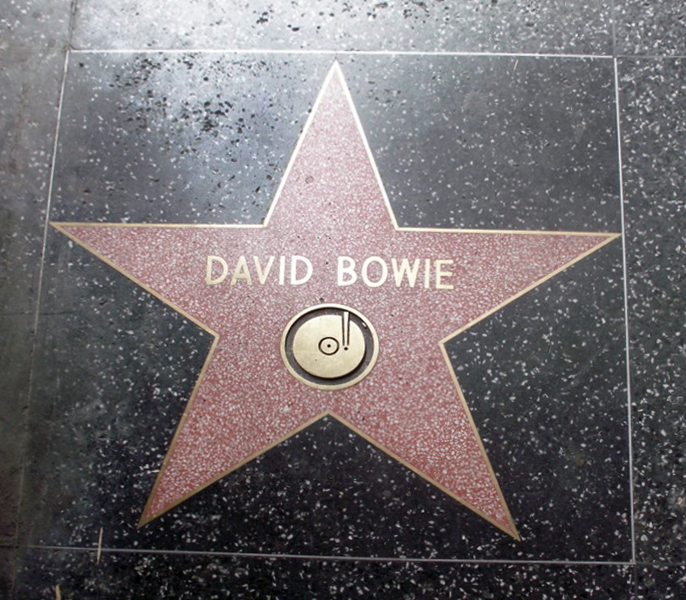
Gwiazda Bowiego w Hollywood Walk of Fame

Następny album Bowiego, The Buddha of Suburbia (1993, muzyka ta powstała jako ścieżka dźwiękowa do serialu telewizyjnego pod tym samym tytułem), przeszedł raczej niezauważony, mimo że większość krytyków wyrażała się o nim bardzo dobrze, a jedna z piosenek z tej płyty, „Strangers When We Meet”, została przez wielu fanów i krytyków uznana za jedną z lepszych w karierze Bowiego. Ta sama piosenka w innej aranżacji została włączona do następnego projektu artysty, bardzo ambitnej, artystycznej płyty 1.Outside (1995). W oryginalnym zamyśle Bowiego Outside miała stanowić pierwszą część nielinearnej opowieści o sztuce i morderstwie, która jednak nie została ukończona. Po śmierci muzyka wyznano jednak, że miał w planach kontynuację. Na Outside do Bowiego powtórnie przyłączył się współtwórca wcześniejszej „trylogii berlińskiej”, Brian Eno.
We wrześniu 1995 udał się w trasę koncertową Outside Tour, na której głównym gitarzystą został Reeves Gabrels z Tin Machine. Koncert Bowiego otwierał zespół Nine Inch Nails, który otwierał jego koncerty, za co artysta był równie chwalony, jak i krytykowany przez fanów. Założyciel Nine Inch Nails, Trent Reznor, wielokrotnie mówił, że Bowie miał wielki wpływ na jego muzykę. Reznor zremiksował też jedną z piosenek Bowiego z „1.Outside” – „The Heart’s Filtry Lesson” i wystąpił w wideoklipie do piosenki „I’m Afraid of Americans” (którą także później zremiksował).
W 1997 Bowie wydał płytę pt. Earthling zawierającą elementy muzyki jungle i drum and bass. We wrześniu 1998 uruchomił witrynę internetową BowieNet, na której publikował m.in. nigdy wcześniej niewydawane piosenki; w późniejszych latach często eksperymentował z nowymi technologiami i mediami. Stał się inspiracją do nakręcenia filmu Todda Haynesa Velvet Goldmine (1998), który zawiera wiele wątków z prywatnego i publicznego życia Bowiego. Tytuł filmu nawiązuje do tytułu jednej z piosenek Bowiego z czasów Ziggy’ego Stardusta, a slogan film – The Rise of a Star… The Fall of a Legend (Wzlot gwiazdy… upadek legendy) – w zapożyczony został z tytułu najsłynniejszego albumu artysty. Sam Bowie stwierdził, że podobała mu się fabuła tego filmu, ale nie podobała mu się jego realizacja, bo – jego zdaniem – nie oddała atmosfery lat 70. Nie dał on także pozwolenia na użycie jego piosenek w tym filmie.
W 1999 wydał album pt. Hours… (1999) zawierający m.in. utwór „What’s Really Happening”, napisany wspólnie z fanem, który wygrał internetowy konkurs. W latach 90. wydał tzw. Bowie Bonds (akcje, których zyski miały pochodzić z tantiem za sprzedawane w przyszłości albumy).

### XXI wiek

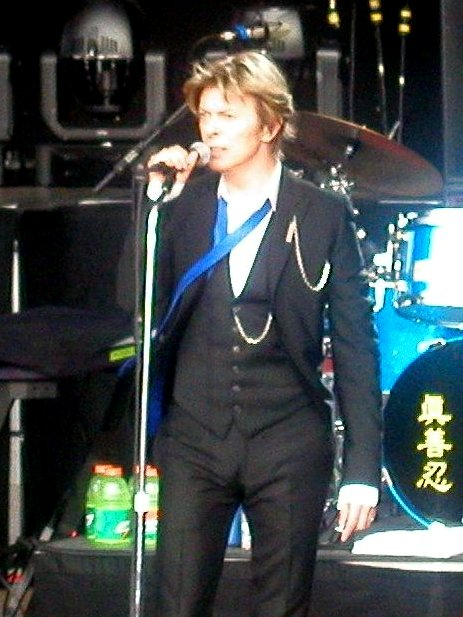
Bowie podczas Heathen Tour

Pierwszy album Bowiego w XXI wieku, Heathen (2002), zdobył zarówno uznanie krytyków, jak i szerokiej publiczności. Producentem albumu został Tony Visconti, który współpracował z Bowiem już w latach 70.
W 2003 Bowie wydał album pt. Reality (2003), który promował podczas ogólnoświatowego tournée pod hasłem Reality Tour. 25 czerwca 2004 przeżył zawał serca w czasie koncertu w Pradze. Pierwszą diagnozą był nerwoból w ramieniu, okazało się jednak, że Bowie ma poważnie zablokowaną arterię i potrzebna była natychmiastowa operacja.
1 lipca 2010 na oficjalnej stronie Bowiego pojawiła się informacja o planowanej reedycji klasycznego albumu Station To Station. Oprócz samego albumu, trzypłytowy box zawierał materiał z koncertu Bowiego 23 marca 1976 w Nassau Coliseum w Uniondale w Nowym Jorku. Zgodnie z notką prasową wydawnictwo było również dostępne w wersji rozszerzonej (5 CD oraz płyty winylowe) i ukazało się na rynku 20 września 2010.
Kolejny album Davida Bowiego, The Next Day, został zapowiedziany na 8 stycznia 2013, czyli dzień 66. urodzin artysty. Tego samego dnia Bowie wydał singiel „Where Are We Now?”. Album ukazał się jednak dwa miesiące później, niż planowano, czyli 8 marca 2013, a w Polsce – 11 marca 2013.
8 stycznia 2016 premierę miał 28. album Bowiego – Blackstar (zapisywany jako ★).
8 stycznia 2017, tuż przed pierwszą rocznicą śmierci Bowiego, został opublikowany minialbum pt. No Plan z czterema utworami artysty, które napisał do musicalu Lazarus: tytułowy, „No Plan”, „Killing a Little Time” i „When I Met You”.

### Śmierć

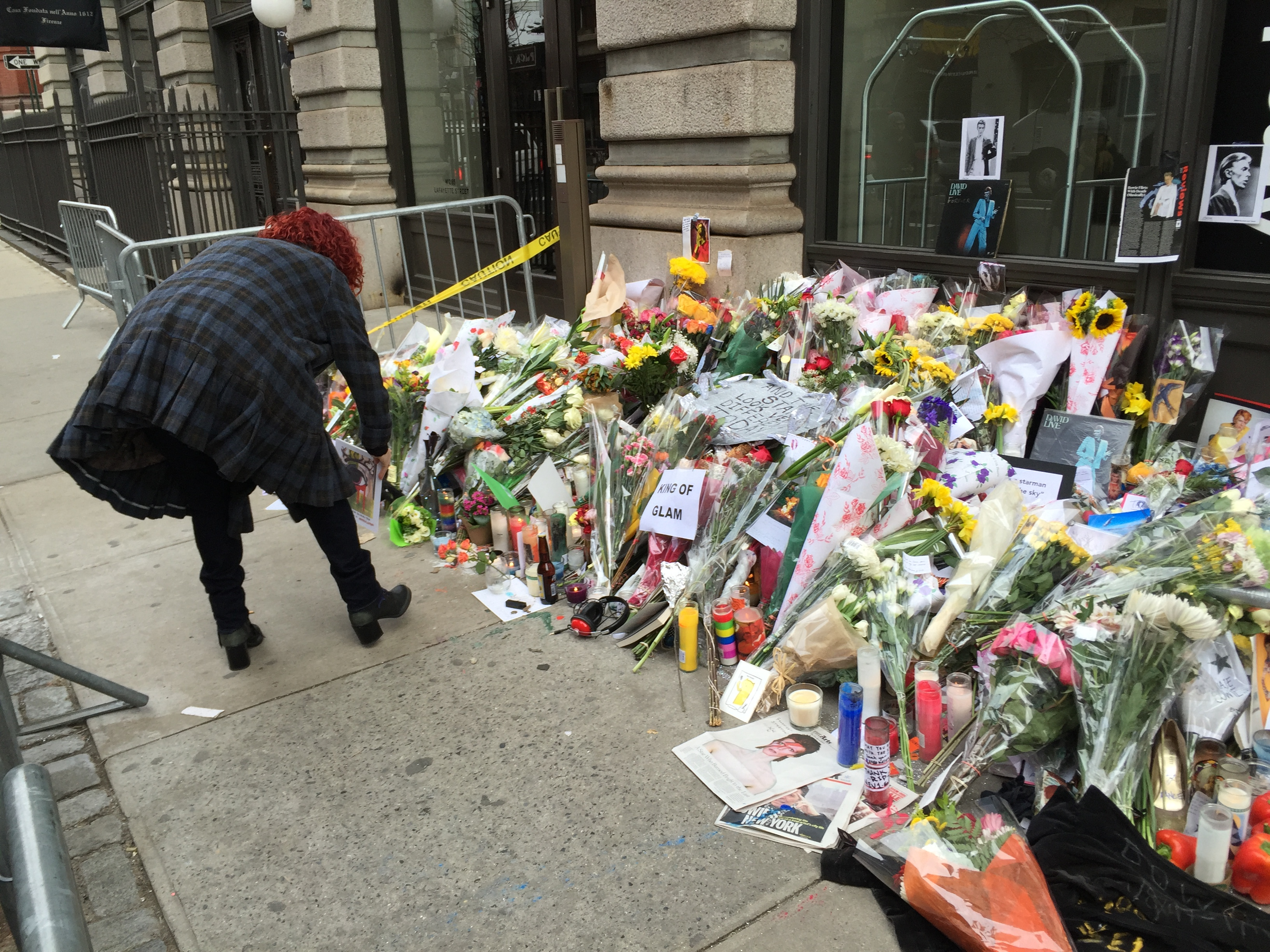
Dom Davida Bowiego w Nowym Jorku oraz pamiątki pozostawione przez fanów po jego śmierci

Zmarł 10 stycznia 2016, dwa dni po swoich 69. urodzinach i premierze albumu Blackstar oraz 18 miesięcy po zdiagnozowaniu u niego raka wątroby. Jego ciało poddano kremacji w Nowym Jorku – zgodnie z jego wolą w uroczystości nie uczestniczyli rodzina i przyjaciele, Bowie nie życzył sobie także pogrzebu. W testamencie zażyczył sobie, by jego prochy zostały rozsypane na wyspie Bali zgodnie z rytuałem buddyjskim.
31 marca 2016 w Nowym Jorku odbył się koncert na cześć Bowiego. 24 lutego 2016 w czasie rozdawania nagród BRIT Award uhonorowano go pośmiertnie nagrodą BRIT Icon Award.

## Bowie jako aktor

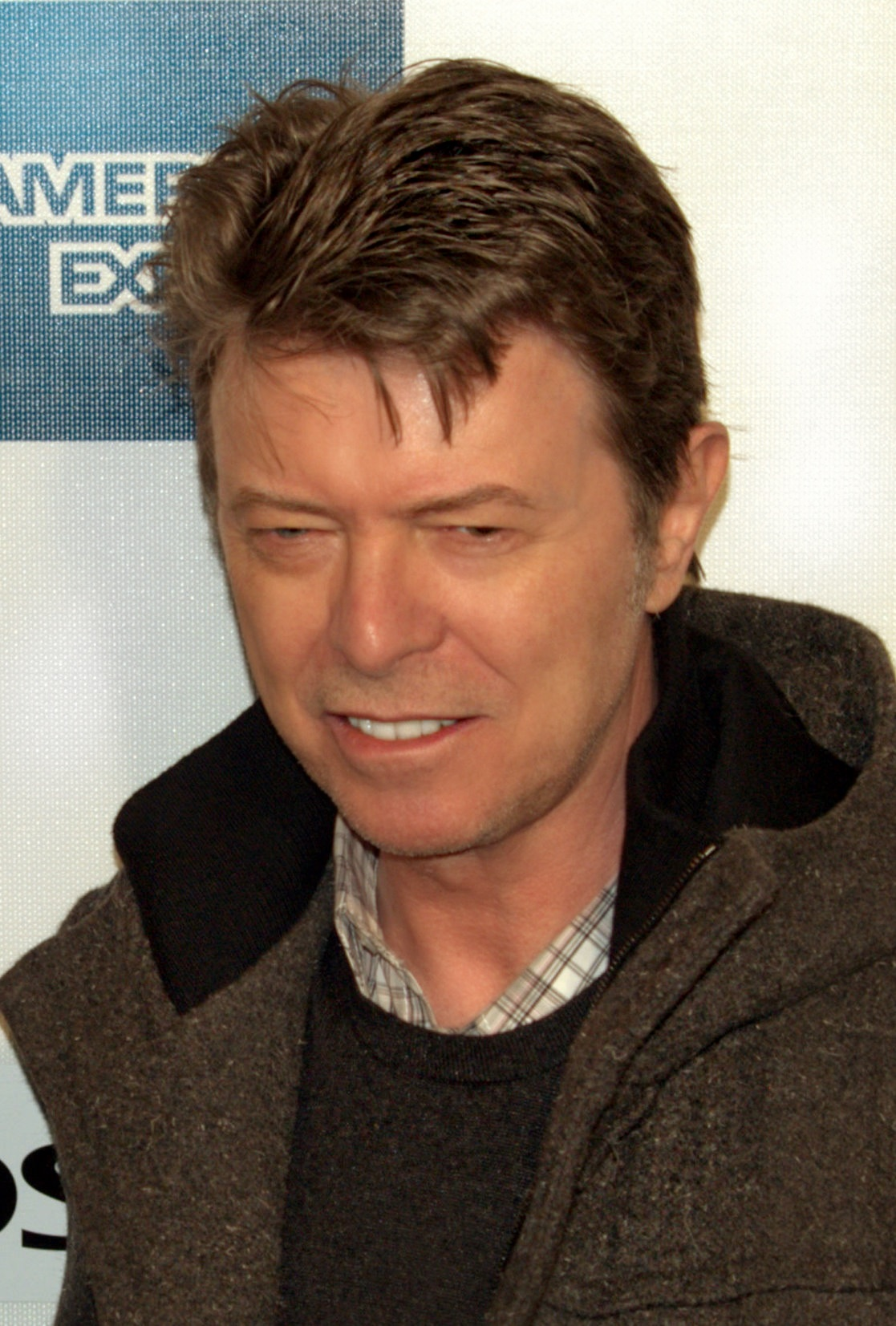
Bowie na premierze filmu Moon podczas Tribeca Film Festival (2009)

Pierwszą poważną kreacją filmową Bowiego była tytułowa rola w filmie Nicolasa Roega Człowiek, który spadł na ziemię (1976), za którą zdobył znakomite recenzje, podobnie jak wcześniej za jego sceniczną rolę jako człowiek-słoń w broadwayowskiej The Elephant Man. Bowie od tego czasu sporadycznie występował w innych filmach.
Znakomitym przyjęciem spotkał się w filmie Nagisy Oshimy Wesołych świąt, pułkowniku Lawrence (1983), w którym zagrał jeńca wojennego w japońskim obozie. Bowie zagrał także krótki epizod jako marynarz w filmie grupy Monty Pythona Żółtobrody oraz jako Poncjusz Piłat w filmie Martina Scorsesego Ostatnie kuszenie Chrystusa.
Następnym filmem Bowiego był Absolute Beginners (1986), ale film spotkało raczej chłodne przyjęcie krytyków i był klapą finansową. W tym samym roku Bowie wystąpił jako król goblinów w bajkowym filmie fantasy Jima Hensona Labirynt (Bowie napisał też i zaśpiewał kilka piosenek w tym filmie).
Obok wielu epizodycznych rólek w różnych filmach i serialach, Bowie zagrał wampira w filmie Zagadka nieśmiertelności, płatnego mordercę w Ucieczce w noc, wcielił się w postać Andy’ego Warhola w Basquiat i pojawił się jako tajemniczy agent FBI Phillip Jeffries w Twin Peaks: Ogniu krocz ze mną. W 2006 roku zagrał w filmie Prestiż, wcielając się w postać Nikoli Tesli. W 2007 użyczył głosu postaci Maltazara w filmie Artur i Minimki.
Zagrał samego siebie w niemieckim filmie Christiane F. – My, dzieci z dworca Zoo o nastoletniej dziewczynie, która pierwszy raz zażyła heroinę po koncercie Bowiego. Muzyk użyczył również swoich utworów na ścieżkę dźwiękową do tego filmu.

## Życie prywatne
19 marca 1970 w Londynie poślubił modelkę Mary Angelę Barnett, z którą rozwiódł się 8 lutego 1980 w Szwajcarii. Mieli syna, Duncana. Jeszcze w trakcie trwania małżeństwa, w drugiej połowie lat 70. spotykał się z Olą Hudson (1946-2009), projektantką mody i matką Slasha z Guns N’ Roses. 24 kwietnia 1992 w Lozannie poślubił somalijską modelkę Iman, z którą miał córkę Alexandrię Zahrę.
Był ateistą, chociaż jako nastolatek w 1967 roku poznawał nauki buddyzmu. W 1993 w wywiadzie wyznał, że na poziomie prywatnym wierzy w Boga i że ta wiara jest niepodważalna. W wywiadzie dla Esquire w 2005 roku powiedział jednak, że jest pod wrażeniem tego wszechświata, ale niekoniecznie wierzy w istnienie jego stwórcy.
22 stycznia 1972 w wywiadzie z Michaelem Wattsem dla rockowego czasopisma „Melody Maker” powiedział, że jest gejem, po czym we wrześniu 1976 w rozmowie z Cameronem Crowe dla gazety „Playboy” stwierdził, że jest biseksualny. W wywiadzie dla muzycznego magazynu Rolling Stone z 1982 wyznał jednak, że jest heteroseksualny, a wcześniejsze deklaracje były wymysłem jego menedżerów, którzy zmusili go do kłamstwa pod wpływem ówczesnej mody na homoseksualizm wśród rockmenów. Wyznał, że pomimo dobrego przyjęcia jego orientacji seksualnej w Europie, zagroziła jego karierze w Stanach Zjednoczonych. Jego pierwsza żona wyznała w 2012, że Bowie był przez pewien czas w związku z Mickiem Jaggerem z grupy The Rolling Stones.

## Upamiętnienie

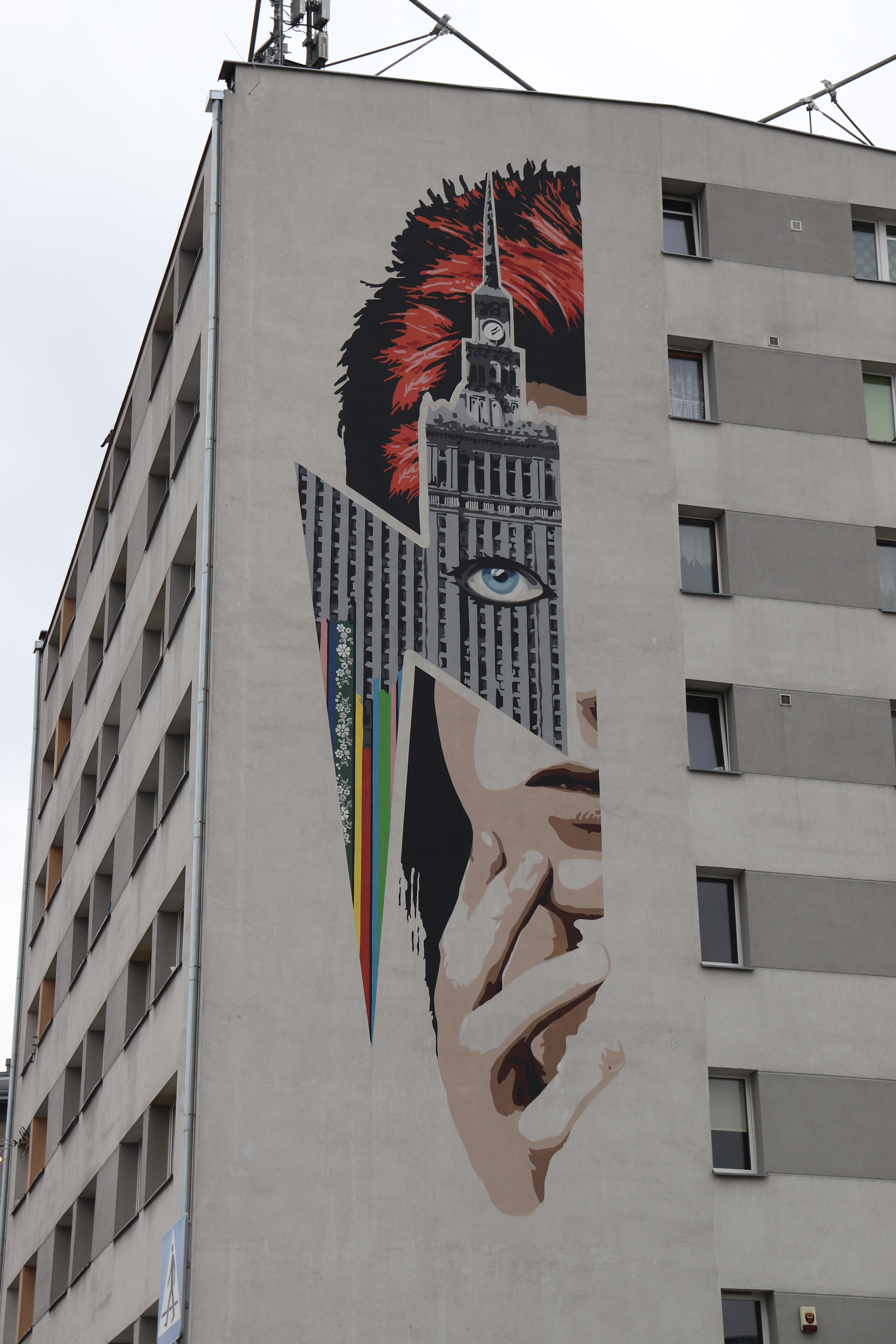
Mural Davida Bowiego na warszawskim Marymoncie

- Na cześć artysty został nazwany gatunek pająka Heteropoda davidbowie[95]
- Royal Mail wydało serię znaczków z okładkami albumów i zdjęciami artysty[96]
- Na cześć artysty została nazwana planetoida (342843) Davidbowie[97]
- Dorota Masłowska jako tło głównej akcji dramatu Bowie w Warszawie ustanowiła pobyt Bowiego w Polsce[98]
- W Paryżu znajduje się ulica im. Davida Bowiego[99]
- W 2018 przekształcono jego odręczne pismo na czcionkę komputerową[100].
- W Warszawie znajduje się mural z wizerunkiem artysty[101]